# Elmar Moltke Nielsen
Elmar Moltke Nielsen (27. februar 1924 i Vejle - 2. oktober 1997) var en dansk modernistisk arkitekt, der er kendt gennem tegnestuen Friis & Moltke. Sammen med Knud Friis modtog han Træprisen i 1959 og de modtog Eckersberg Medaillen i 1967.

## Værker
- Hotel Hvide Hus, Åbenrå (1964), 1993-2020 Højskolen Østersøen, 2020- Hotel Østersø
- Hotel Lakolk, Rømø

## Galleri
- Hotel Østersø